# Čimické údolí
Čimické údolí je přírodní památka, která se nachází na území hlavního města Prahy. Přírodní památka byla vyhlášena roku 1968. Východní část území je obklopena ze severu i jihu zástavbou, a to nejen obytnou, ale i komerční. Napříč celým územím protéká Čimický potok. Území se rozkládá na ploše 10,82 ha a nachází se v nadmořské výšce 240–270 metrů. Hlavním předmětem ochrany tohoto území je snaha o zachování teplomilných společenstev nacházejících se na skalnatých k jihu otočených svazích, které jsou tvořeny proterozoickými břidlicemi. Začátkem 20. století zde probíhala těžba kamene použitého na výrobu materiálu na výstavbu silnice. Značná část území je zalesněna nepůvodním trnovníkem akátem (Robinia pseudoacacia).

## Historie
Území bylo člověkem osídleno už během doby kamenné. Postupem času začalo být využíváno převážně zemědělsky. Části s hlubší půdou byly, pro svoji vyšší úrodnost, využívány jako pole, zatímco svahy a skalní výchozy jako pastviny. Ty daly název i jednomu ze zdejších rybníků - Koztoprtský rybník připomíná „kozí prtě“ (kozí pěšiny vyšlapané ve svahu). Tento druh využití se držel na tomto území po celou dobu jeho historického vývoje, proto nese značný podíl na dochovávání společenstev živočichů a rostlin, která jsou typická pro zde nacházející se teplé travnaté pastviny a skalní stepi. V pozdější době došlo k přeměně jižních svahů na sady využívané k pěstování třešní a višní.
Důkazem o existujících sadech jsou zbylé části zpustlých sadů či samostatně stojící ovocné stromy podél celého území Čimického údolí. Významný vliv na vzácná rostlinná společenstva měla výsadba nepůvodních dřevin probíhající zejména na začátku 20. století, a to především trnovníku akátu (Robinia pseudoacacia) a smrku ztepilého (Picea abies). Přetrvávající akátové porosty na některých částech území způsobují ochuzení bylinného patra a výskyt půdy bohaté na dusík, která má za následek šíření nitrofilních druhů jako je například kopřiva dvoudomá (Urtica dioica), netýkavka malokvětá (Impatiens parviflora) a svízel přítula (Galium aparine). Dále je podstatné se zmínit i o lidské činnosti mající „pouze“ lokální vliv. Jedním z těch významnějších je částečné svedení vod potoka do podzemní části a průnik těchto vod do kanalizační stoky nacházející se v horní části Čimického údolí. K podstatným změnám vlivem člověka došlo i na skalních výchozech, jež byly během 20. století z části odtěženy a využity ve formě štěrku jako materiál na stavbu silnic.

## Přírodní poměry

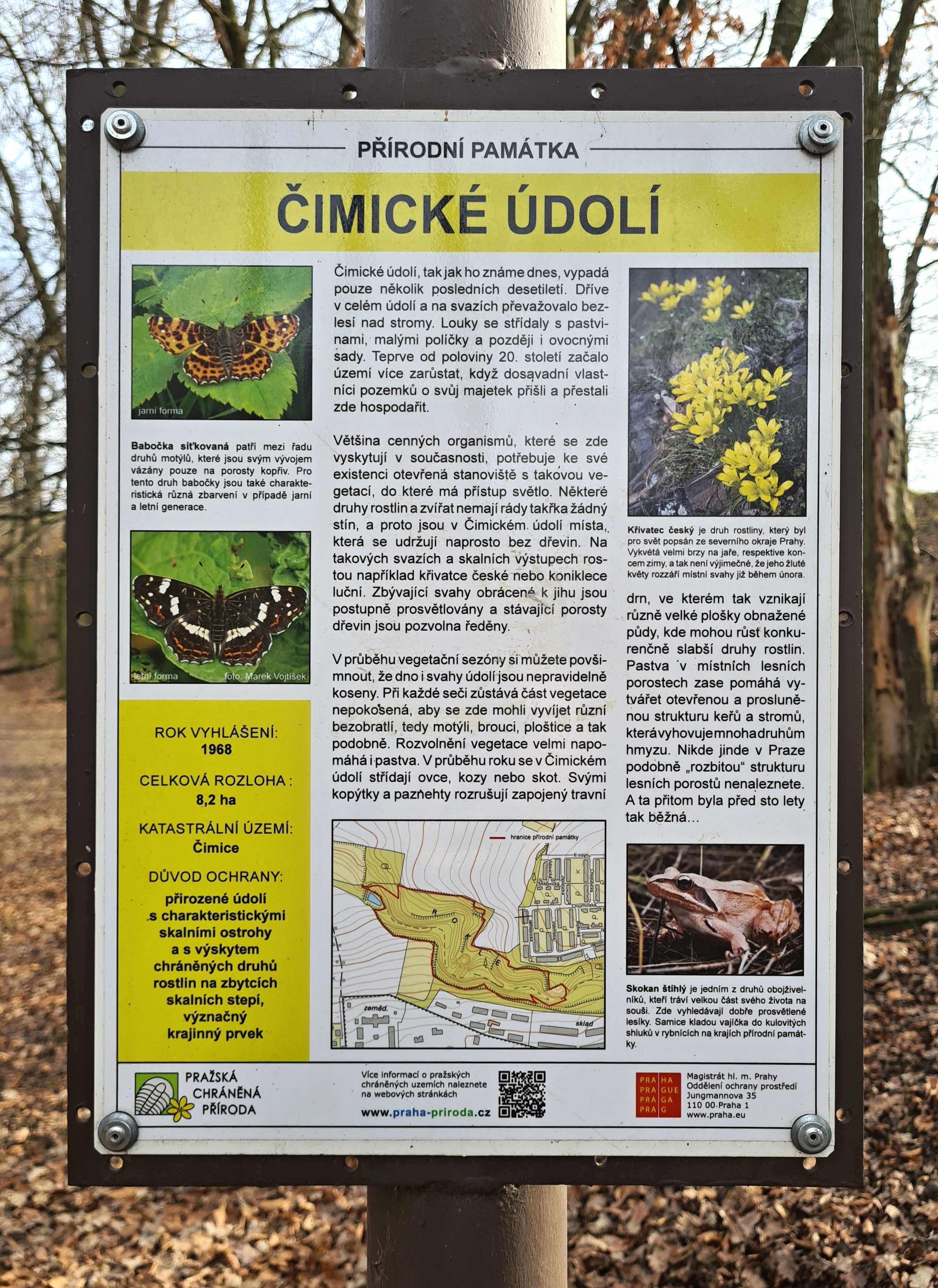
Informační tabule (2025)

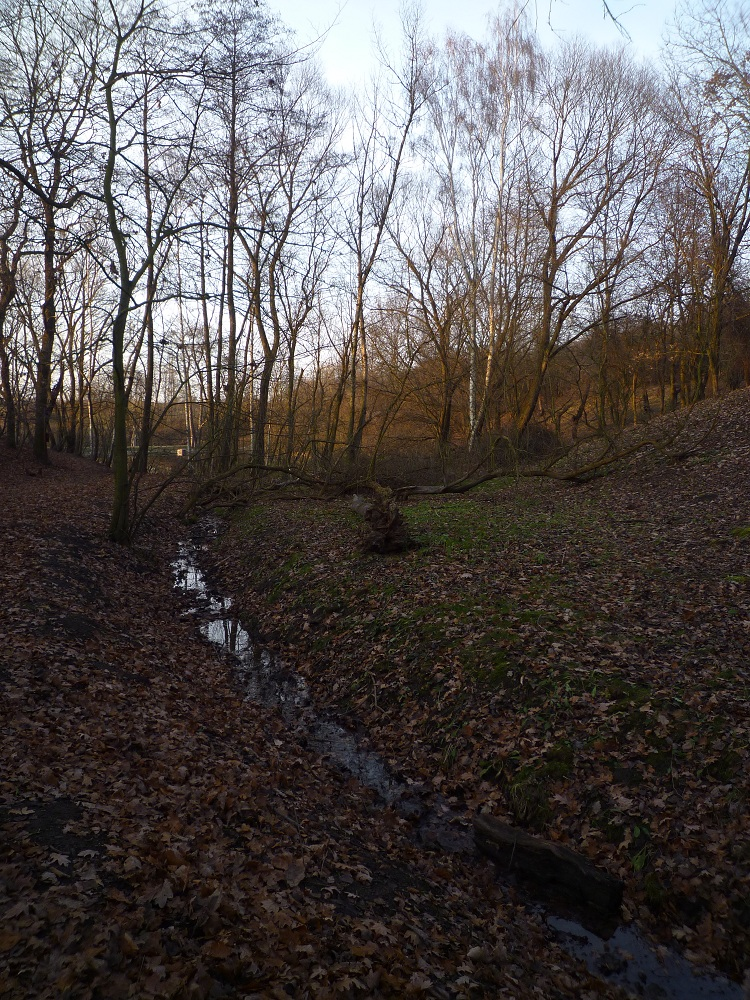
Koryto Čimického potoka

Čimické údolí se nachází mezi Čimicemi a Bohnicemi. Směrem od Čimic na západ se svažuje k Vltavě. Západní část přírodní památky, na jejímž konci se nachází Koztoprtský rybník, je obklopena poli a loukami, zatímco část východní je obehnaná obytnou oblastí. Území Čimického údolí se rozkládá v Přírodním parku Drahaň-Troja.
Na východním kraji přírodní památky pramení Čimický potok napájený Čimickým rybníkem. Zde je údolí mělké, postupně se však výrazně zařezává do skalního podkladu.
Geomorfologický podklad čimického údolí je tvořen droby a břidlicemi kralupsko-zbraslavské skupiny svrchního proterozoika, které v některých částech území vycházejí na povrch a tvoří izolované skalní výchozy. V některých částech přírodní památky je jinak jednotvárný sled drob a břidlic přerušen žilami ordovického tonalitového porfyritu. Pod povrchem centrální skály a na západním svahu byla lokalizována buližníková tělesa jako pozůstatek předprvohorní podmořské sopečné činnosti. Charakter přírodní památky byl však výrazněji ovlivněn až v období čtvrtohor.

### Flora
Přírodní památka Čimické údolí je významná především pro výskyt vzácných stepních společenstev, která můžeme v jiných částech Prahy najít pouze na nepřístupných skalních svazích s půdou v minulosti člověkem nevyužívanou. Tato ohrožená společenstva byla dříve výrazně redukována a omezena pouze na skalní výchozy jižně orientovaných svahů, avšak v poslední době dochází k pozvolnému rozšiřování na mírné svahy sadu, jež se nacházejí v západní části chráněného území. Typickými zástupci teplomilných trav je zejména kostřava walliská (Festuca valesiaca) osidlující mírnější svahy a kostřava sivá (Festuca pallens), vyskytující se na skalních výchozech. Mezi běžnější zástupce patří mochna písečná (Potentilla arenaria), jestřábník chlupáček (Hieracium pilosella) a hvozdík kartouzek (Dianthus carthusianorum). Velmi vzácným zástupcem tohoto společenstva je koniklec luční český (Pulsatilla pratensis subsp. bohemica), křivatec český (Gagea bohemica), drobná cibulnatá rostlina vyskytující se na mělkých půdách. Významnou chráněnou květinou je tak bělozářka liliovitá (Anthericum lilliago), která se dostala do pražské kotliny v době poledové, kdy zde panovalo vlhké a teplé klima. Díky řízeným zásahům dochází k rozšiřování luk a pastvin, kde je k vidění válečka prapořitá (Brachopodium pinnatum), srha laločnatá (Dactylis glomerata), ovsík vyvýšený (Arrhenatherum elatius) či fialově kvetoucí chrpa čekánek (Centaurea scabiosa). Dno údolí disponuje zcela jinými společenstvy a to především z důvodu těžších na dusík bohatých půd, kterým dominuje kopřiva dvoudomá (Urtica dioica), bez černý (Sambucus nigra) a bršlice kozí noha (Aegopodium podagraria). Nemalá východní část území je pokryta nepůvodními lesy. Na severních svazích převažuje výskyt lip, dubů a javorů, na jižních svazích byl počátkem 20. století vysazen trnovník akát, který silně redukuje bylinné patro. Na některých částech svahů jsou dodnes patrné pozůstatky sadů. V blízkosti Čimického potoka a Koztoprtského rybníka se místy vyskytují společenstva lužních lesů zastoupeny především různými druhy vrb, topoly a případně olší. Skalní výchozy jsou v některých místech pokryty porosty vřesu obecného (Calluna vulgaris).

### Fauna

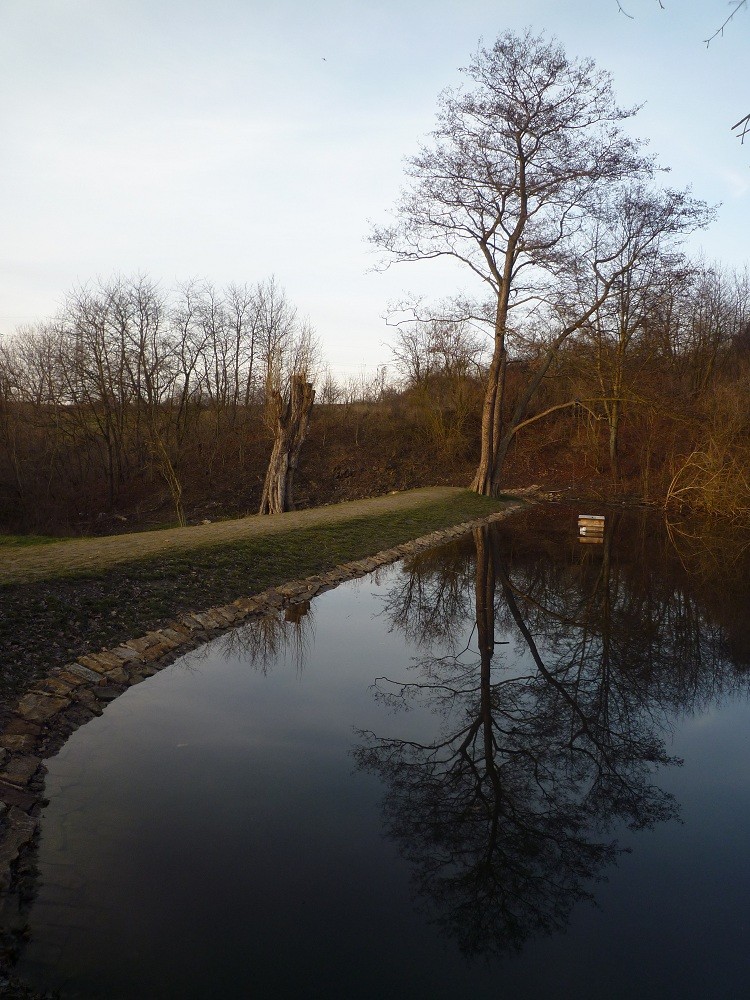
Hráz Koztoprtského rybníka

Druhově nejpočetnější skupinou jsou zástupci bezobratlých vázaných na společenstva skal a skalních stepí. Na teplých skalních lokalitách se můžeme setkat s drobničkou válcovitou (Trucatellina cylindrica), se zástupci reliktních mandelinkovitých brouků, nosatcovitých jako například nosatčíci (Apion penetrans) a lalokonosec (Otiorhynchus fullo) a zástupci střevlíkovitých- kvapník (Harpalus pumilus) a střevlík (Ophonus puncticollis). Teplé výslunné stráně a skalnaté svahy jsou místem výskytu vzácných teplomilných pavouků jako je zápřednice zelenavá (Cheiracanthium virescens), křižák (Gibbaranea bituberculata) a ploštice. Křoviny a světlé lesy jsou místem výskytu ne příliš běžných druhů plžů, jako je síťovka menší (Aegopinella minor) či keřnatka vrásčitá (Euomphalia strigella). V západní části přírodní památky ve vodách Koztoprtského rybníka můžeme spatřit čolka obecného (Triturus vulgaris) a užovku obojkovou (Natrix natrix). Na území Čimického údolí je významný výskyt ptáků. Hnízdí zde sýkora koňadra (Parus major), šoupálek krátkoprstý (Certhia brachydactyla), linduška lesní (Anthus trivialis), budníčci a pěnice pokřovní (Sylvia curraca). Na břehu Koztoprtského rybníka hnízdí mlynařík dlouhoocasý (Aegithalos caudatus) a ledňáček říční (Alcedo atthis).

## Hospodaření
Výrazným problémem území Čimického údolí je výskyt nepůvodního trnovníku akátu a ohrožení skalních výchozů náletovými dřevinami. Tyto skalní výchozy se uměle udržují ve stavu bezlesí pravidelným kácením. Trnovník akát je pomalu ale jistě redukován pomocí metody nazývající se kmenová výmladnost.
Skalní výchozy s porosty vřesu obecného jsou pravidelně sestříhávány. V údolí nivy dochází k pravidelné seči jednou až třikrát ročně. Přírodní památka se nachází blízko obytné oblasti, takže ji místní hojně využívají ať už k procházkám se psy nebo k joggingu. Proto je zde kladen velký důraz na udržování stávajících cest, omezení pohazování odpadu a sešlapování porostu skalních výchozů.